# 圖爾卡納人
圖爾卡納人的居住地在肯亞西北從魯道夫湖(圖爾卡納湖)至烏干達邊境廣袤乾燥的沙質地，此民族說東尼羅語族的特索語(Teso)，據說200年前由烏干達東北部遷徙至此舊居地，至今仍有近親傑人(Jie)和卡拉莫瓊人。

## 民族分佈、人口與語言
圖爾卡納人是尼羅民族，源於肯亞西北方的圖爾卡納地區，為半乾燥氣候區，東邊接壤圖爾卡納湖，南邊臨Pokot, Rendille and Samburu，西邊臨烏干達，北邊臨南蘇丹和衣索匹亞，圖爾卡納民族將他們的居住地稱為Turkan。

根據2009年肯亞普查結果，圖爾卡納民族人數大約有855399人，占肯亞總人口的2.5%，也是肯亞的尼羅民族中第三大的尼羅民族，第一和第二大分別是卡倫金人與盧歐人，只比馬賽人稍微多一點，也是肯亞第十大民族。雖然這個數據最初是有爭議性的，並且被規劃部部長Wycliffe Oparanya因數字太大為理由拒絕採納，但在2012年2月7日 Justice Mohammed Warsame 經由法律裁決，宣稱肯亞政府接受2009年肯亞政府對圖爾卡納民族普查的數據。

圖爾卡納的語言屬於東尼羅語，也被稱為圖爾卡納語；圖爾卡納人將他們自己的語言稱作ŋaTurkana 或 aŋajep a ŋaTurkana。圖爾卡納人稱他們自己為ŋiTurkana (意思是居住在圖爾卡納地區的人民)，圖爾卡納民族主要是半遊牧民族。

圖爾卡納民族以飼養駱駝和編織籃子著名。在他們的口語傳統中，已瘤牛為名，任命自己為「灰色公牛的人」，因而馴養在圖爾卡納人的歷史中佔了很重要的腳色。近年來，Development aid的計畫將目標方在促進圖爾卡納民族的漁業，但是漁業對於某些圖爾卡納社會而言是禁忌，所以成效有限。圖爾卡納人稱自己為"Ngiturkan"；稱他們的土地為"Eturkan."。整個圖爾卡納民族整體劃分成兩個主體，且個別有自己的領土，分別是the Ngimonia 和 the Ngichoro；而 Ngimonia 又可在分為兩個部分，分別是Ngissir 和 non-Ngissir。另一方面 Ngichoro 可劃分為Ngilukumong, Ngiwoyakwara, Ngigamatak, Ngibelai, 以及 Ngibotok。

## 書寫系統
對圖爾卡納人來說，書寫是常見的

### 決定性文字
圖爾卡納語言中一樣的拼寫但可能會有不同的發音和不同的意思。

1. 中間的點

中間的點(‧)用來區隔一個字內不同的詞素

- 例子

拿akimat舉例，這個字依據不同的發音會不同的意思。

a‧ki‧mat    →    喝水

a‧kimat     →    年長的女人

2. 重音標記

重音標記出現在句子中字的根部前面，第二個重音標記會出現在字根的尾端，但是除非有字尾，否則不會有第二個重音標記。
- 例子

(1)放在前面的重音標記

a‧ki‧ta′mat  → 使飲水

(2)第二個重音標記

a‧ki‧ta‧ˊmatˊ,‧ak‧in  → a‧ki‧ta′mat 的例子

### 基本字母
圖爾卡納的字母由大多的拉丁字母組成，但有些拉丁字母沒出現在圖爾卡納語言中，拉丁字母 F、H、Q、V 和 X 沒有在圖爾卡納基本字母中。母音為A、E、I、O、U。

下表為圖爾卡納的基本字母以及發音相對應的IPA
| 大寫  | 小寫  | IPA  | 發音  | Root IPA |
| ----- | ----- | ---- | ----- | -------- |
| A     | a     | /ʌ/  | /ʌ/   | a        |
| B     | b     | /b/  | /bʌ/  | a·Ba     |
| C     | c     | /tʃ/ | /tʃʌ/ | a·Ba     |
| D     | d     | /d/  | /dʌ/  | a·Da     |
| E     | e     | /ɛ/  | /ɛ:/  | e        |
| G     | g     | /g/  | /gʌ/  | a·Ga     |
| I     | i     | /I/  | /I/   | i        |
| J     | j     | /dʒ/ | /dʒʌ/ | a·Ja     |
| K     | k     | /k/  | /kʌ/  | a·Ka     |
| L     | l     | /l/  | /lʌ/  | a·La     |
| M     | m     | /m/  | /mʌ/  | a·Ma     |
| N     | n     | /n/  | nʌ/   | a·Na     |
| ŋ(NG) | ŋ(ng) | /ŋ/  | /ŋʌ/  | a·NGa    |
| ɲ(NY) | ɲ(ny) | /ɲ/  | /ɲʌ/  | a·NYa    |
| O     | o     | /ɔ/  | /ɔ/   | o        |
| P     | p     | /p/  | /pʌ/  | a·Pa     |
| R     | r     | /r/  | /rʌ/  | a·Ra     |
| S     | s     | /s/  | /sʌ/  | a·Sa     |
| T     | t     | /t/  | /tʌ   | a·Ta     |
| U     | u     | /u/  | /u/   | u        |
| W     | w     | /w/  | /wʌ/  | a·Wa     |
| Y     | y     | /y/  | /yʌ/  | a·Ya     |
| Z     | z     | /z/  | /zʌ/  | a·Za     |

## 地理環境
圖爾卡納民族居住肯亞高原及衣索比亞高原中間的東非大裂谷的低地，占地面積7700平方公里，是肯亞最大的地區，圖爾卡納的最大城市也就是他的首都為洛德瓦爾。年降雨量小於10英寸，大約是115毫米到650毫米之間。圖爾卡納地區為原油探勘區塊，也有潛在的地熱、風能以及太陽能。

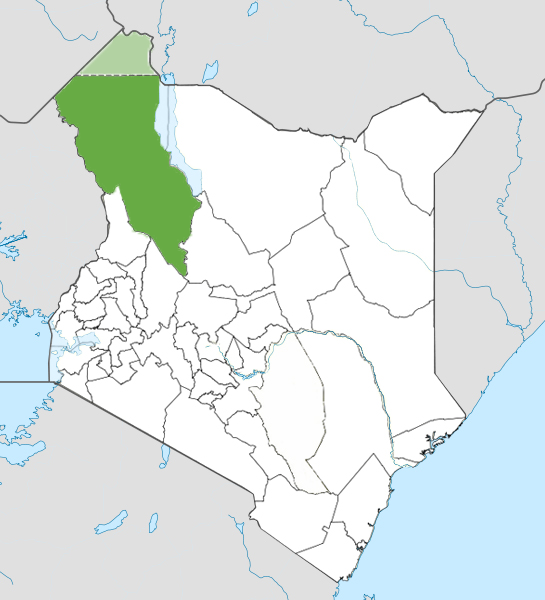
圖爾卡納分布圖(綠色部分)

## 歷史沿革
圖爾卡納民族由北部進入圖爾卡納盆地，並且作為Ateker聯盟的一個單位。Ateker 聯盟由於內部的分歧而分裂成數個獨立的族群。而圖爾卡納民族為勝利的族群。圖爾卡納人在最初的Ateker衝突中，導致了圖爾卡納人內部及族群間的對立。Ateker 集團組成軍對對抗圖爾卡納，圖爾卡納透過增選征戰隊伍中的年輕人，再次產了了勝利者。圖爾卡納的軍力及財富增加，就在現在的圖爾卡納平原北部。

圖爾卡納的建立發展出一個獨立的群體，並且向南擴張，征服了南方邊境的民族國家。透過採用優秀的戰術、更好的武器和軍隊組織，圖爾卡納人很容易征服其他族群。17世紀時，圖爾卡納人就完全佔據圖爾卡納盆地並且與友好團體聯盟。

在圖爾卡納當地民族中維持相當久的和平時期直到歐洲殖民主義在非洲展開。零星的衝突在圖爾卡納以及阿拉伯、史瓦希利和阿比西尼亞和襲擊者及象牙貿易。歐洲殖民主義帶給圖爾卡納一個新尺度，出現需要長久對抗的複雜的敵人，英國。圖爾卡納在對抗英國殖民保持優勢並積極抵抗。在第一次世界大戰爆發時，少部分的圖爾卡納人投靠殖民政權。從第一次世界大戰到第二次世界大戰結束，圖爾卡納積極的參與戰爭並且幫助英國對抗義大利軍的入侵，導致阿比西尼亞的解放。

第二次世界大戰結束後，英國對圖爾卡納實行裁軍及綏靖政策，導致大規模破壞及對圖爾卡納牧民的掠奪。殖民政府當局施行了一項政策，藉由分類圖爾卡納政區為獨立區，故意隔離圖爾卡納人。這導致肯亞獨立後的邊緣化和未開發。

## 社會、家庭與婚姻

### 婚姻
在婚姻制度方面，圖爾卡納是一夫多妻制並且為從夫居，因為家畜財富會決定娶妻的的數量和支持家庭的資本。圖爾卡納人行氏族外婚制，婚姻關係上女子隸屬丈夫的親族，牲口亦加上族中專屬的標誌。男子分屬兩個不同的年齡組︰石組(Stones)和豹組(Leopards)，一個男子與其父親必居對立的組別，傳統上石組和豹組穿著有別，節慶中不同桌而食，作戰時亦編入不同的軍伍。大家族中最年長者享有領導權，英國人從戰爭將領或退休的殖民地警官中拔擢統治人員，但圖爾卡納的族長可參與當時肯亞的行政事務。

- 追婚

圖爾卡納族居住的某些偏遠地居，女跑男追為一種求愛方式，女子大步跑向人跡罕至的草叢或有野獸出沒的林莽，男子在後面追趕，如果追上，她就帶男子到父母面前求婚，若追不上或不敢去追，那他就無法贏得女子的芳心。這種由搶婚演變城的求婚方式就叫做追婚。
- 聘金

在圖爾卡納地區中的聘金很高，典型的聘金費用為30到50頭牛隻、30到50頭駱駝以及100到200頭家畜。費用高的聘金代表一個男子等到父親過世，繼承牲畜後才能娶妻，也需要從親戚或朋友那收集牲畜，因此牲畜的轉換也加強了社會關係的緊密程度。

### 家庭
圖爾卡納人的家(AWI)由一個男人和他的妻子及小孩們，常常也包含母親及其他依附的女子。每個妻子及她的孩子會建立一個白天時的住所(ekol)。每當新的妻子納入時，她會住在第一任妻子或是母親的住所直到她的第一個孩子出生。當妻子的丈夫死後，通常由丈夫的兄弟或其他妻子的兒子續取，但是妻子有權利拒絕被續取並與自己的兒子同住。當每個妻子進來家庭後，這個家的一家之主會分配會產奶的牲畜給她，但是她沒有這些牲畜的所有權，被分配到的牲畜將會由她的兒子們繼承，通常是由長子繼承。

### 親屬
- 親屬群和繼嗣

圖爾卡納組成的基本單位為外婚制的氏族父系社會(ateker 或 amachar )，圖爾卡納有28個氏族。一般來說，每一個氏族都有特定品種的牲畜，可以以此區分。氏族成員會在需要的時候及時提供幫助。
- 親屬稱謂

圖爾卡納的親屬稱謂有別，但對於每一個氏族成員的稱謂不是制式化的，有些稱謂像是媽媽、爸爸、兄弟、姊妹有時候會擴及到其他氏族成員，但是大致上，這些稱謂會根據與其他氏族成員關係的強度判斷。

### 房屋建設
房屋是由一種名為 Doum Palm tree(別名 Hyphaene thebaica )的棕櫚樹前端的木材建構成，並鋪上茅草，為圓頂建築。房子是足以容納六個人的家庭，通常在雨季期間，圖爾卡納人民會將房屋加長能容納更多人並且在房屋表層塗上牛的糞便。飼養的家畜會被關在畜籃裡。近年由於氣候條件的變化，圖爾卡納人民已經開始從傳統的遊牧方式轉型成農牧業並重的生產方式。

## 產業與生活

### 飲食
圖爾卡納民族仰賴他們飼養的牲畜提供的奶、肉和血。女人負責採集野外灌木叢的水果，採集完後將水果烹煮12個小時。他們會將屠宰好的山羊放在火上烤，他們最喜歡的吃肉方式是用烤的。圖爾卡納民族常常與Pokots交易玉米及大豆，和Marakwet交易菸草以及和馬賽人交易玉米和蔬菜。圖爾卡納人民從城市購買茶做成奶茶。早上他們吃玉米粥加牛奶，到了中午和晚上會吃燉玉米清洲。在節慶期間，因為山羊被消耗地很頻繁，所以圖爾卡納人民在節慶期間只會吃瘤牛。魚在一些圖爾卡納民族部落(或部族，“ngimacharin”)被視為禁忌。圖爾卡納的傳統飲食中唯一的天然調味劑是蜂蜜，蜂蜜由男性獵人出外收集。

### 衣著、裝飾
- 衣著

傳統上，圖爾卡納男子和女子都穿著由矩形纖造材質及獸皮製作的圍布。現今，這些衣物在Nairobi和肯亞其他地方都會製造，所以很容易購買。通常男子會穿著類似長袍的圍布，圍布的一角尾端會繫在右肩上，並且會配戴由鐵及山羊皮做成的腕刀。男子也會攜帶小凳子(被稱作ekicholong)當成椅子，以免在中午時坐在炎熱的沙子上。這些小凳子也會被當成枕頭，避免頭部與炎熱的沙子接觸而破壞了禮儀須戴的頭部裝飾。對於男性來說，一次攜帶很多根棍子是常見的，一根的用途是行走時方便以及背負行李時平衡，另一根的用途是在放牧時驅趕牲畜。圖爾卡納女子習慣上會戴項鍊，而且會剃光他們的頭髮，且在剩餘的頭髮尾端串珠子。圖爾卡納男子常常會攜帶他們剃髮刀，而女子會攜帶兩塊布，一塊當作纏腰布，而另一塊覆蓋在頂部。傳統上，皮革包覆著鴕鳥蛋殼是女性的內衣，不過現今在很多地區已經不常見。圖爾卡納人有精心製作的衣服及穿衣風格。衣服是拿來區分不同年齡組、發展階段、場合、個人地位、和圖爾卡納地區的群體的依據。現今，許多圖爾卡納人穿著西式服裝，尤其是居住在圖爾卡納市中心的男女，像是Ngilukumong, Ngiwoyakwara, Ngigamatak, Ngibelai, and Ngibotok等地區。

- 裝飾

1. 珠子:圖爾卡納女子會穿戴珠子，男子會拒絕看沒戴珠子的女子。除了為親戚哀悼或生病外，她們不會將珠子拿下來。

2. 耳環:不論男女圖爾卡納部族成員都會戴著具標誌性的「nakaparaparal」(耳環)，男性耳環通常用鋁製作。

3. 紋身:圖爾卡納人紋身很普遍，例如每殺死一個敵人，男性就會在肩部或上手臂添加紋身，殺死男性敵人就會在右肩上紋身；殺死女性敵人在左肩上紋身。

4. 鴕鳥翎: 對於圖爾卡納男子來說，鴕鳥羽毛是成年的標誌。

### 生活、產業、牲畜
圖爾卡納民族仰賴多條河川，例如:Turkwel River 和 Kerio River。在暴雨過後，河水暴漲，河水底部的沉積物和水會蔓延並灌溉河邊的平原，但是是不定期的。當河水乾涸時，圖爾卡納人會在河床挖鑿露天井用來灌溉農作物和作為飲用水。有時候(但通常很少)圖爾卡納人民為了開發飲用水給社區和牲畜，家庭為了他們和牲畜長途跋涉尋找水資源。牲畜是圖爾卡納民族重要的文化之一，山羊、駱駝、驢子和瘤牛為圖爾卡納民族主要飼養和利用。在圖爾卡納民族的社會中，牲畜的功用不只是提供奶和肉類產品，還被視為貨幣的形式，當作結婚時的聘金和嫁妝。通常，一名青年在開始自己的牧群時會先被給予一頭山羊，之後會透過畜牧業來累積他的牲畜，接著當他累積足夠的牲畜後，這些牲畜會被當成娶妻子時的聘金。

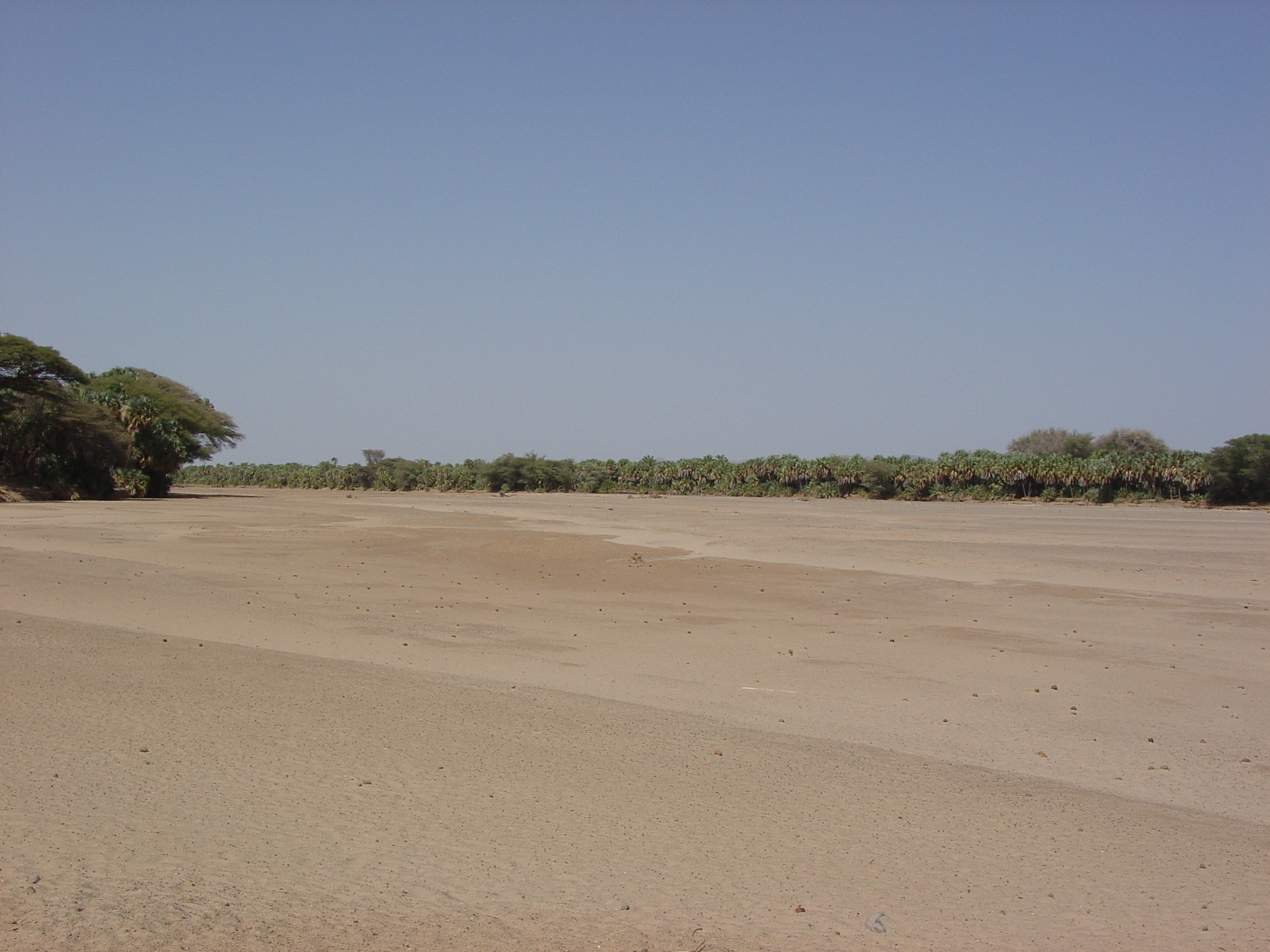
乾季時的 Kerio River

- 清潔

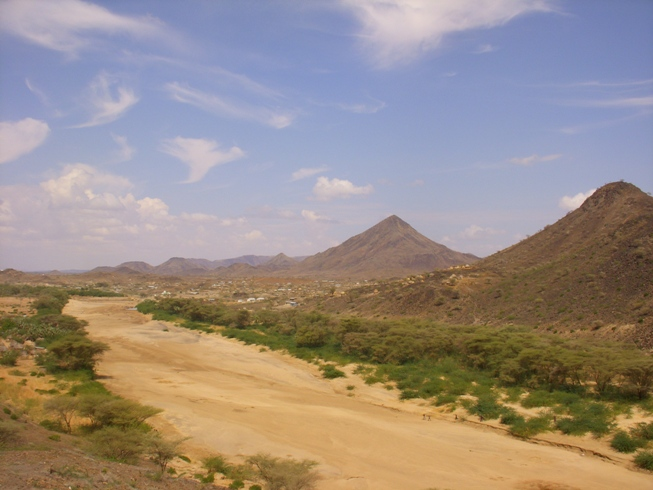
乾季時的 Turkwel River

圖爾卡納人的皮膚呈現紅色，那是因為圖爾卡納地區的水資源稀少，所以水通常會拿來引用而不是清潔，所以圖爾卡納人的沐浴方式是將黃油、香水、赭石混和厚塗滿全身。

圖爾卡納人會用艾斯空樹樹枝刷牙，圖爾卡納人的牙齒是肯亞最乾淨、最健康的。

### 經濟產業
圖爾卡納人主要是遊牧民族，他們的生活依賴五種牲畜，有駱駝、牛隻、綿羊、山羊(提供大多圖爾卡納人的需求)、驢子(在搬遷時搬運家庭貨物)。住在水源附近的圖爾卡納人會從事小型農業。圖爾卡納地區的Ngibocheros因為住在圖爾卡納湖邊所以靠捕魚及打獵維生，也會為了生計放牧。

## 信仰與節日

### 信仰
在圖爾卡納的社會中，神聖及凡人的界線不清楚。因此，圖爾卡納的傳統宗教與社會結構和現實沒有不同，信仰和文化一體。圖爾卡納的牧民依據當地的極端氣候選擇居住地。每天要有一個人必須去找水、食物、牲畜、妻子和小孩，可以平息祖靈和維持社區內和諧。每天遵照傳統信仰(ngitalio)一定會得到祝福。這些祝福通常是財富像是牲畜、孩子、妻子和食物的增加。只有透過與神(Akuj)和祖先關係的維持，才能被保護遠離邪惡，參與社區的道德經濟也能得到祝福。

基本上，在現實中圖爾卡納人相信至高無上的Akuj，沒有多少人知道Akuj獨自創造世界及控制生命中的祝福的事。圖爾卡納人也相信有祖先、ngipean或ngikaram的存在，但是在祖靈生氣時，需要動物的祭祀平息怒氣。當生氣或困擾時，祖先會與這個家庭口頭溝通。也有較常活躍在人類生活被視為祖靈的Ekipe，但以負面的方式。有很多圖爾卡納人關注保護自己的家人遠離Ekipe的邪惡，圖爾卡納基督徒和傳教士將Ekipe視為等同於聖經裡的Devil 或撒旦，這也將傳統遠離Ekipe的認知從遠離〝邪惡的靈體〞轉換成〝邪惡的形體〞。圖爾卡納的宗教專家，ngimurok，繼續擔任人民及祖先的中介者，並且幫助社區解決問題。

在非洲的許多傳統信仰中，圖爾卡納的傳統宗教專家在很多社區的活動中發揮積極的作用，Ngimurok幫助人民辨別邪惡、疾病和其他問題的來源，為了恢復家庭及社區的生活，這些解決方法、特定療法、獻祭應而產生。圖爾卡納有很多的占卜方式依照emuron的來源區分，根據Barrett，〝真正的占卜〞也被認為〝神的占卜〞，是ngimurok中最受尊敬的，因為他是直接Akuj接受旨意，通常是透過夢境。這些〝真正的占卜〞依照圖爾卡納最有名的ngimurok的圖騰Lokerio 和 Lokorijem，後者會定期的夢到來自Akuj的夢境，警告他在20世紀初在與殖民政府對抗時，英軍的位置。而前者據說會運用神的知識或力量將圖爾卡納湖分開，讓戰事能跨越湖去偷駱駝。

在圖爾卡納很多地方都能找到神的ngimurok，每一個在他們的領土中，有專業、獨特能力的ngimurok可以閱讀茶葉、煙草、腸、鞋子、石塊和字符串。會有淺藏的邪惡專家，ngikasubak，會也秘密的方式危害社區的人，還有ngikapilak，會念強力的詛咒驅利用剛死去人的屍體。但這些都不包含長期的emuron。Akuj 會透過夢境與Ngimurok 溝通，Ngimurok也能與祖先們談論要犧牲什麼動物才能恢復或再帶回和平、治療孩子疾病的方法或誰能在家人婚禮時帶來適當的好運。

### 儀式
在每一個地方的ngimurok會接收來自Akuj的指示，Akuj仍然直接地主動和關心創造。這些ngimurok不會透過中介神或靈講話或接收訊息。雖然祖靈在圖爾卡納地區是很普遍的，但通常會發生在有年輕人在的家中，所以祖先可以傳遞訊息給家中的人，接著emuron會商討接下來該做什麼。Ngimurok 不像一般人擁有的那些。
除了Ngimurok之外，在圖爾卡納部落中還有一些重要的儀式，這些儀式代表著知識和生命力的轉移。最重要的儀式是誕生儀禮(akidoun)；男子會女子在最初的儀式中不包含割禮(asapan and akinyonyo)；還有婚姻儀禮(Akuuta)；年度的祝福獻祭儀式(Apiaret an awi)和死亡儀式(Akinuuk).氏族中的長者會監督男和女的每一個儀式，他們也會監督全社區的婚姻儀式，但是一位emuron通常在婚姻祝福中扮演重要的角色。
- 通過儀式

圖爾卡納人重視通過儀式，圖爾卡納女子只要青春期到就成年了，但圖爾卡納男子成年需要通過儀式。圖爾卡納少年的通過儀式是投擲長茅殺死一隻動物，成功後部落長老剖開動物腹部，並將糞便塗抹在少年身體上以示祝福。

## 藝術與文學

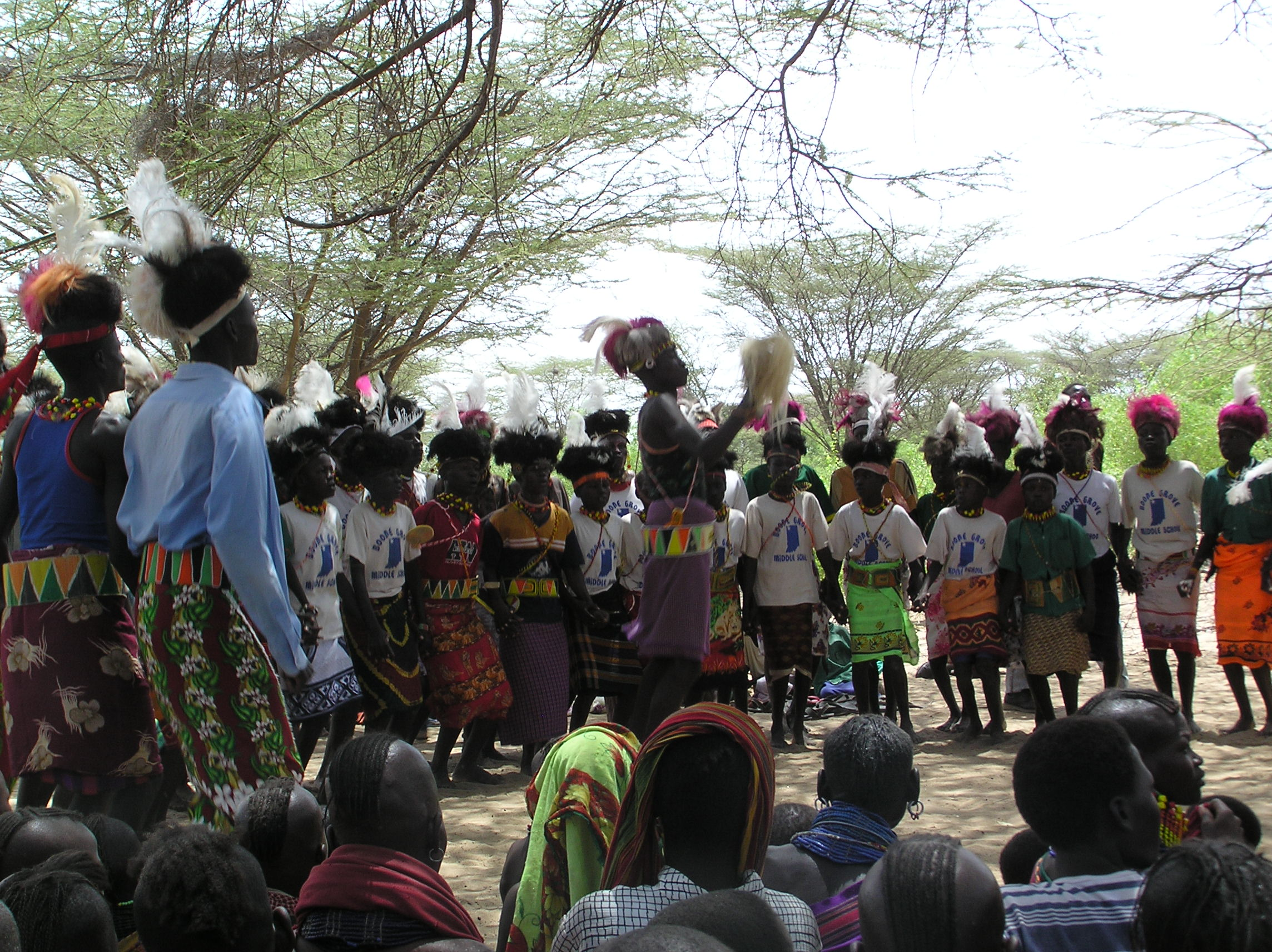
當地學童跳傳統的圖爾卡納舞蹈
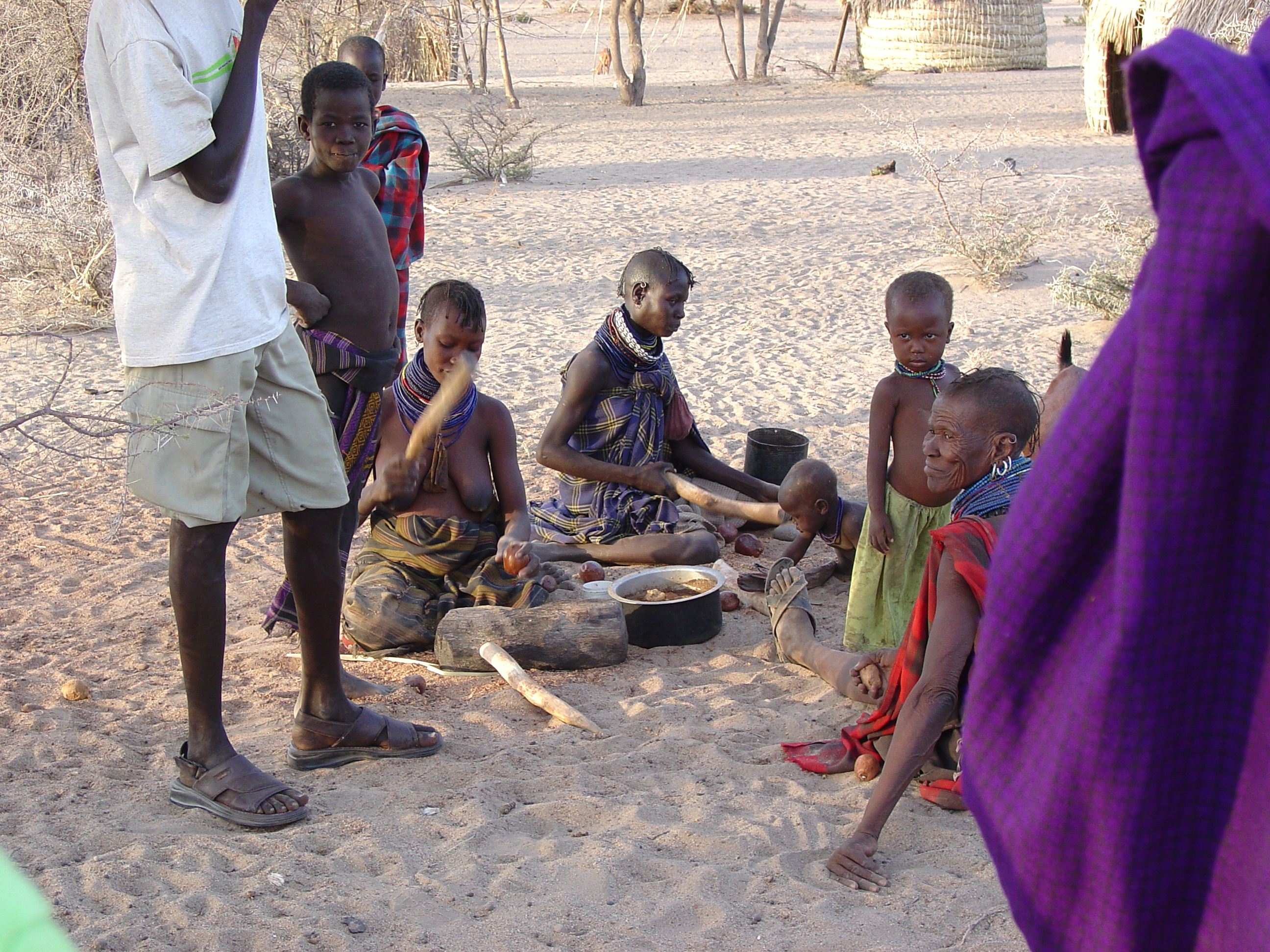
圖爾卡納女子去除棕櫚堅果外殼，裡面的果肉是食物來源
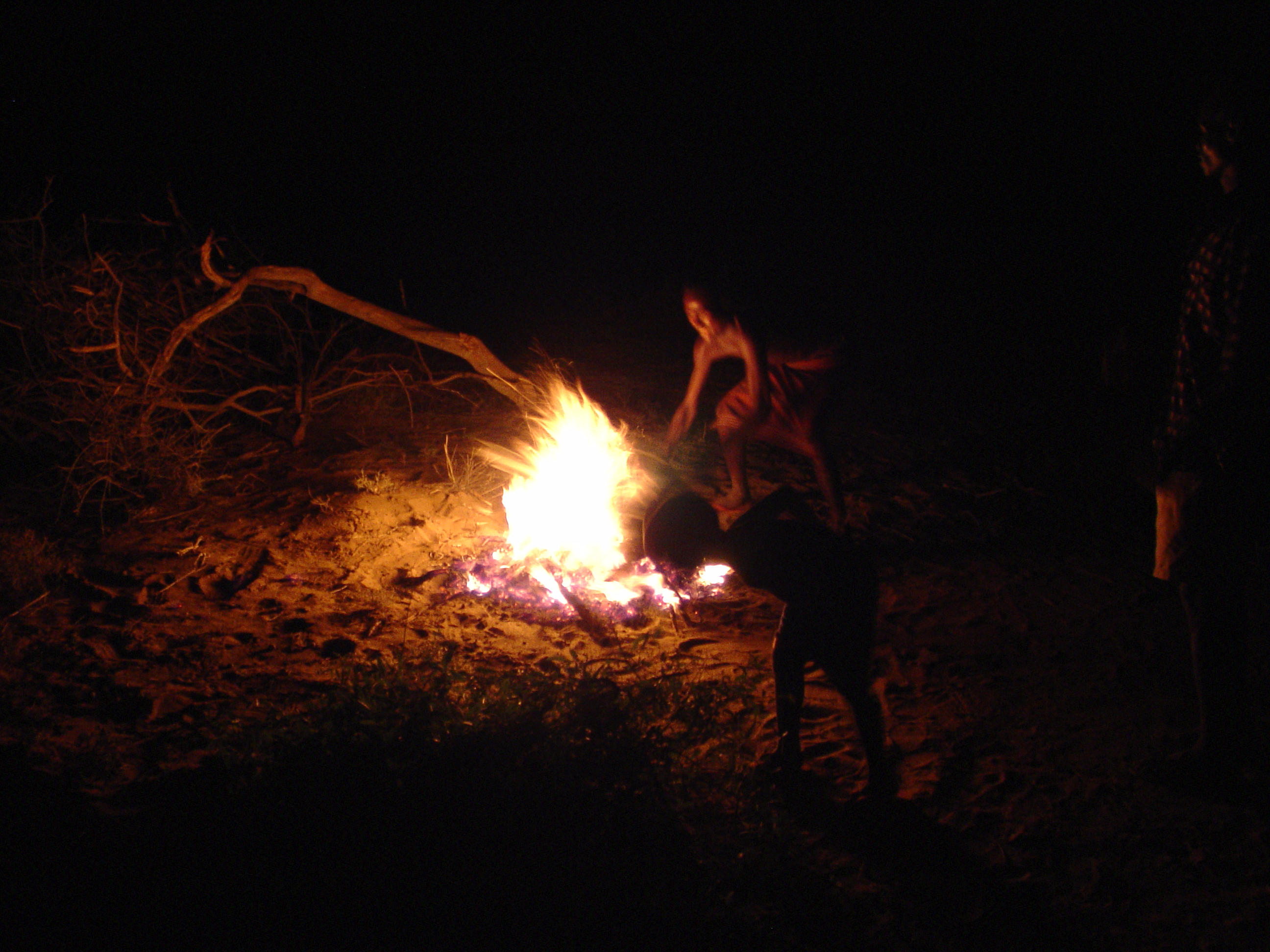
圖爾卡納男子在烤羊，為共食的晚餐的一部分
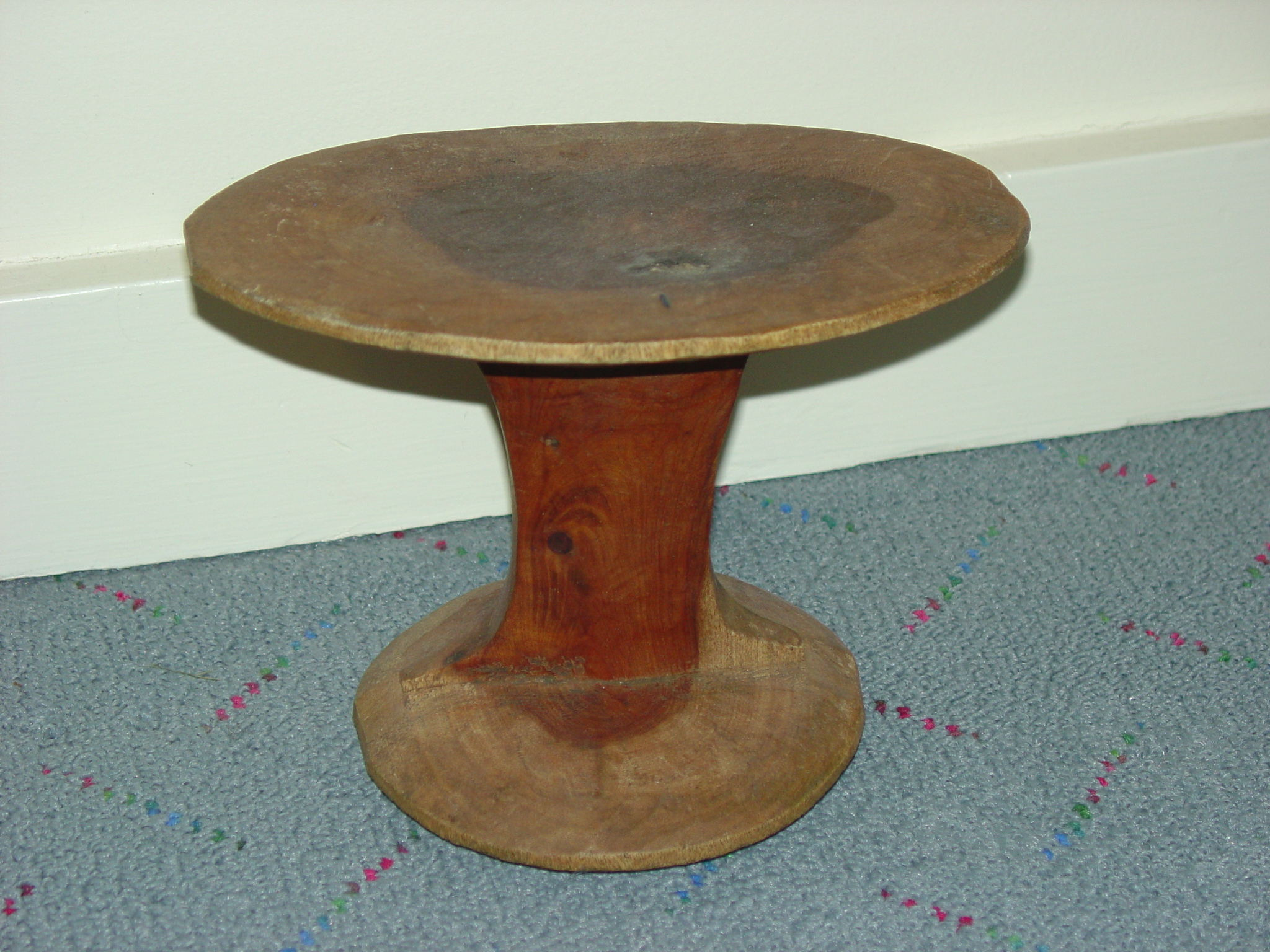
圖爾卡納男子的木凳，為實木雕刻，並用煙草汁裝飾
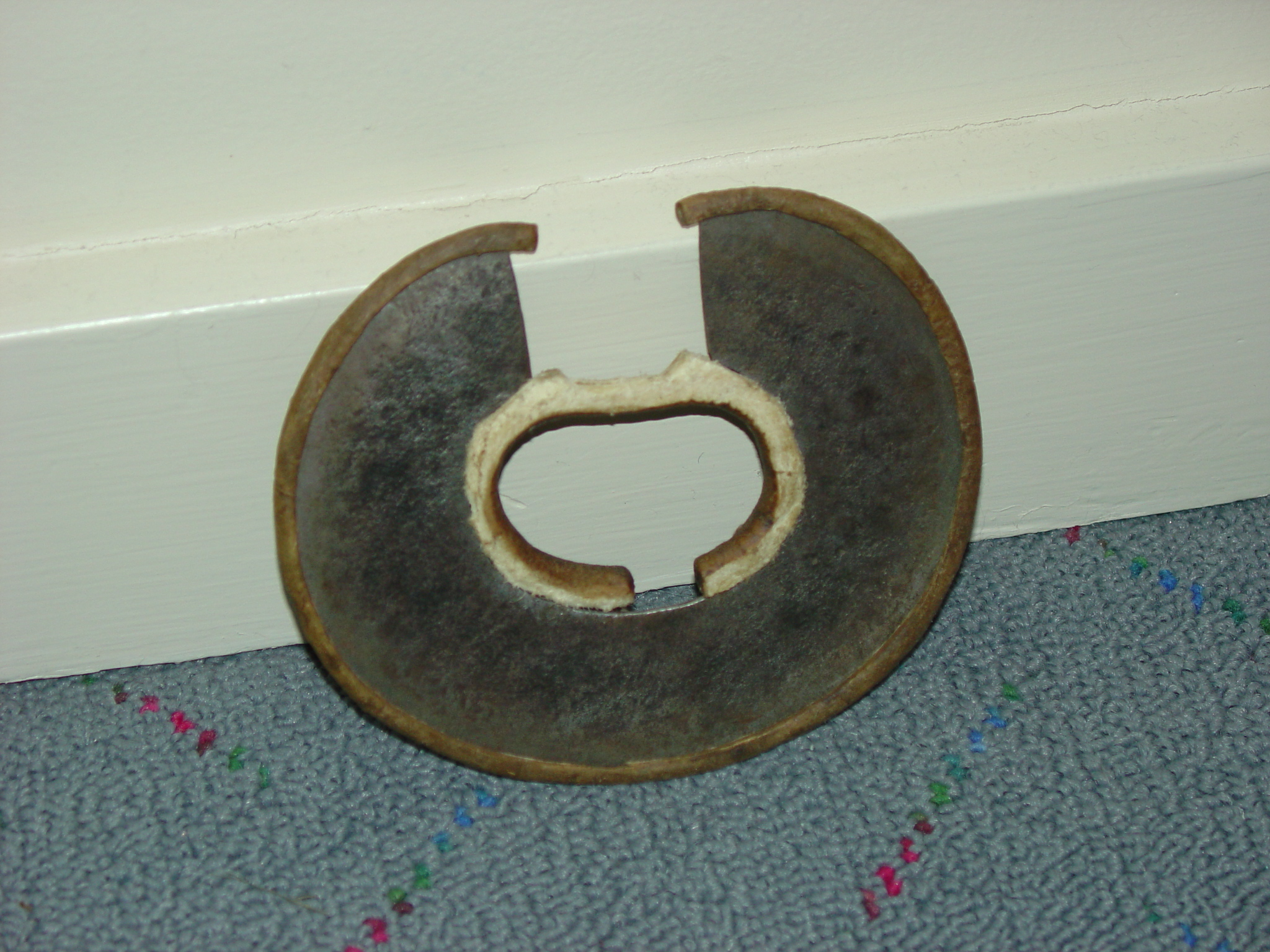
圖爾卡納男子配戴的腕刀，有實用及戰鬥的功用
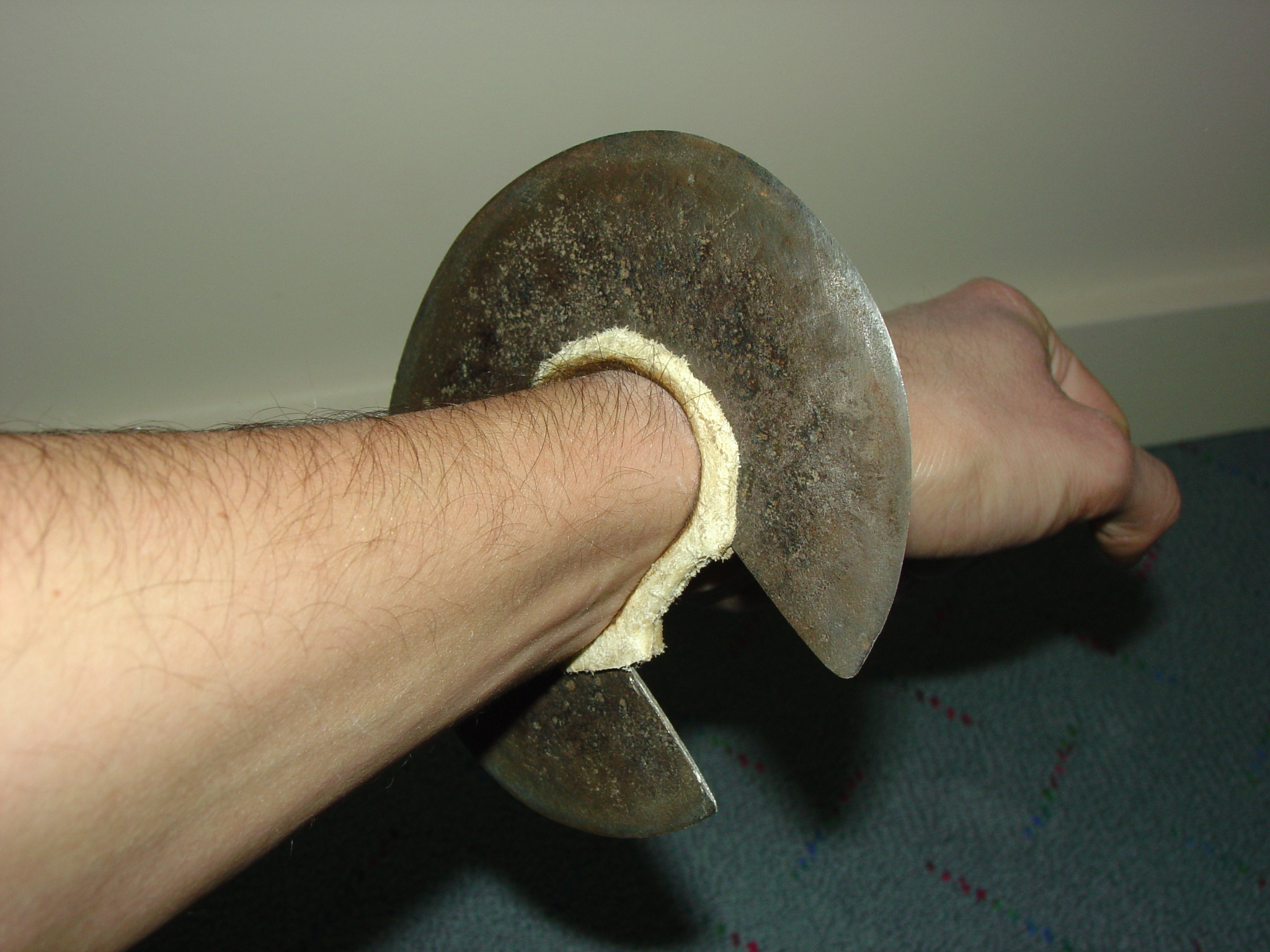
腕刀使用展示

## 著名人士
著名的圖爾卡納人士有

1. 保罗·埃伦，他是1988年奧運800公尺的冠軍以及800公尺室內世界紀錄保持人。

2. 超級名模Ajuma Nasenyana。

3. 肯亞政府主要的官員，包括肯亞駐泰國大使H.E. Dr. Richard Titus Ekai；工黨部長Hon. John Kiyonga Munyes - MP以及現任參議院議長和前任圖爾卡納中央國會議員Hon.Ekwee Ethuro。

## 肯亞少數民族
|                 | 肯亞的少數民族 |  |
| --------------- | --- |  |
| 尼日爾-剛果語系 | Agumba、Bajuni、Chonyi、Digo、Embu、Giriama、Jibana、Kamba、Kikuyu、Kisii、Kuria、Luhya、Mbeere、Meru、Mijikenda、Pokomo、Suba、Swahili、Taita、Taveta |  |
| 尼羅-薩哈拉語系 | Akiek、Ariaal、Ateker、Camus、Kalenjin、Nubian、Samburu、Kipsigis、Kore、Luo、Maasai、Okiek、Teso、Turkana                                             |  |
| 亞非語系        | Aweer、Borana、Oromo、Daasanach、El、Molo、Gabra、Orma、Rendille、Somali、Yaaku                                                                        |  |
| 印歐語系        | British、Indian |  |

| 來源:Population and Housing Census - Ethnic Affiliation | Authority control LCCN: sh85138781 SUDOC: 027678199 BNF: cb11966990t (data) |